# Vernaccia di San Gimignano
Vernaccia di San Gimignano ist ein italienischer Weißwein aus der Gemeinde San Gimignano in der Provinz Siena, Toskana. Der Wein hat seit dem 3. März 1966 als erster italienischer Wein den Status einer „geschützten Herkunftsbezeichnung“ (Denominazione di origine controllata – DOC) erhalten. Am 9. Juli 1993 wurde dem Vernaccia di San Gimignano der Status einer „geschützten und garantierten Herkunftsbezeichnung“ (Denominazione di Origine Controllata e Garantita – DOCG) verliehen, die zuletzt am 7. März 2014 aktualisiert wurde.

## Anbau
Der Anbau der Trauben und Vinifizierung des Weines müssen in der Gemeinde San Gimignano erfolgen.
Im Jahr 2016 wurden von 650 ha Rebfläche 41.285 Hektoliter DOCG-Wein erzeugt.

## Erzeugung
Der Wein wird aus der Rebsorte Vernaccia di San Gimignano gekeltert. Höchstens 15 % andere weiße Rebsorten, die für den Anbau in der Region Toskana zugelassen sind, dürfen zugesetzt werden. Folgende Rebsorten sind nicht erlaubt: Traminer, Weißer Muskateller, Müller-Thurgau, Malvasia di Candia, Malvasia Istriana, Incrocio Bruni 54. Sauvignon blanc und/oder Riesling dürfen einzeln oder gemeinsam zu höchstens 10 % enthalten sein.
Für die Auszeichnung „Riserva“ muss der Wein mindestens 11 Monate nach dem 1. Januar des auf die Ernte folgenden Jahres gereift sein. Vor dem Verkauf sollte der Wein mindestens noch drei Monate in der Flasche reifen. Weiterhin muss ein „Riserva“ mindestens 12,5 Vol-% Alkohol enthalten.

## Beschreibung
Laut Denomination (Auszug):
- Farbe: strohgelb – tendiert mit zunehmender Reife zu goldenen Reflexen
- Geruch: angenehm, fein mit anfänglich fruchtigen Noten; mit zunehmender Reife können sich mineralische Noten entwickeln
- Geschmack: trocken, harmonisch, schmackhaft, manchmal mit einem charakteristischen Mandel-Nachgeschmack
- Alkoholgehalt: mindestens 11,5 Vol.-%; bei „Riserva“ mind. 12,5 Vol-%
- Säuregehalt: mind. 4,5 g/l
- Trockenextrakt: mind. 16,0 g/l
- Restzucker: höchstens 4,0 g/l